# Pierre Pauluspark
Het Pierre Pauluspark of Pieter Paulus van Parma park (Frans: Parc Pierre Paulus) is een openbaar park in Sint-Gillis in het Brussels Hoofdstedelijk Gewest. Het park van 1,2 hectare groot is gelegen tussen de Parmastraat en de Munthofstraat en wordt beheerd door de gemeente Sint-Gillis
Het park is vernoemd naar de Belgische expressionistische schilder Baron Pierre Paulus.
Het park is van oorsprong de tuin van het Huis Pelgrims. Het is gevarieerd, vrij dichtbegroeid en heeft een groot niveauverschil. Het werd geklasseerd op 17 april 1997.

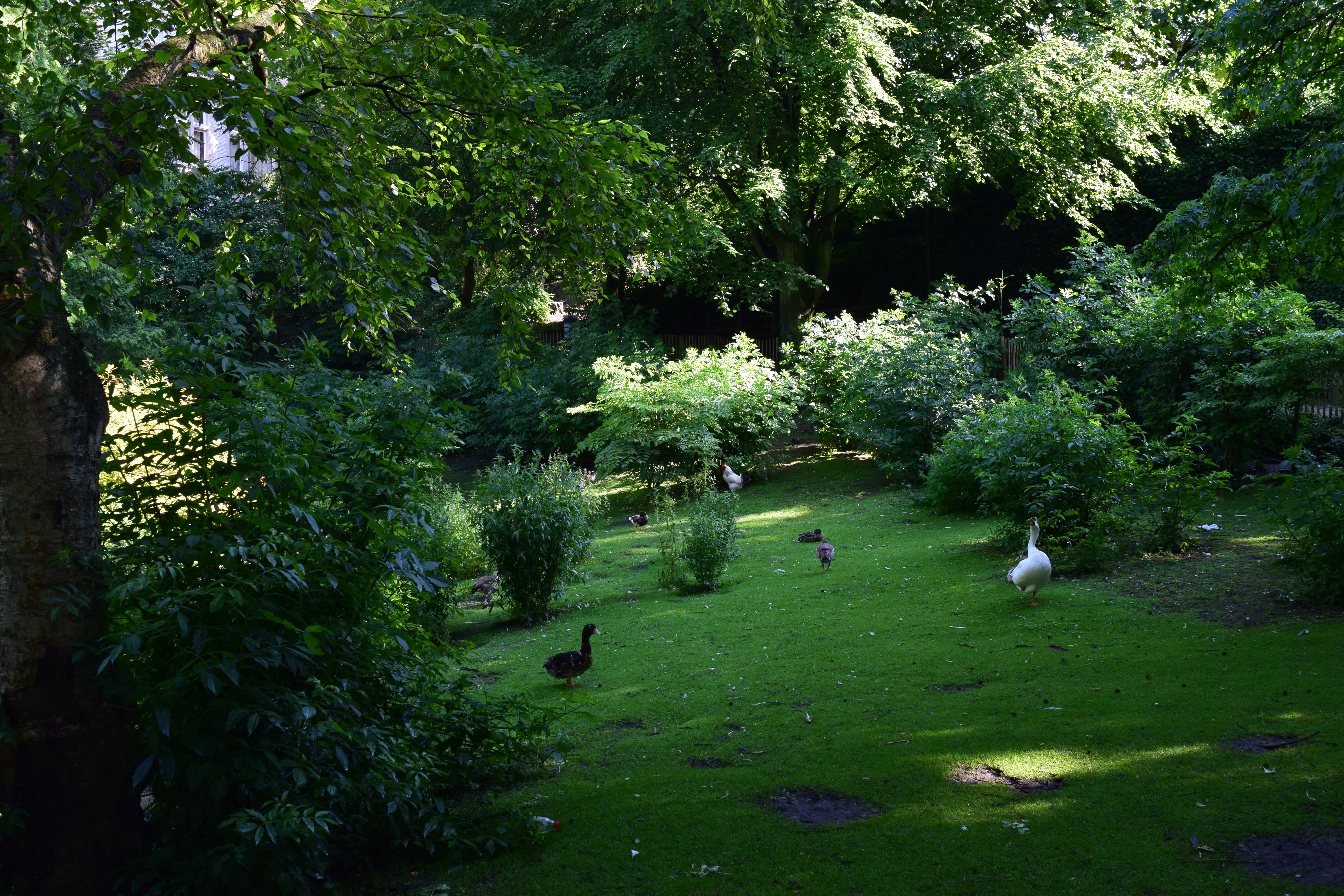
Hoogteverschillen in het Pierre Pauluspark